# Gardabani (gemeente)
Gardabani (Georgisch: გარდაბნის მუნიციპალიტეტი, Gardabnis moenitsipaliteti)) is een gemeente in het zuiden van Georgië met bijna 78.000 inwoners (2024), gelegen in de regio Kvemo Kartli. De gemeente heeft een oppervlakte van 1212 km² en ligt in het Kvemo Kartli-laagland tussen hoofdstad Tbilisi en Azerbeidzjan. De stad Gardabani is het bestuurlijk centrum.

## Geschiedenis
Het gebied van de gemeente lag voor een niet nader bekend deel in het historische hertogdom Gatsjiani dat volgens de Georgische mythologie gesticht werd door een zoon van de aartsvader Kartlos. Door de ligging in het stroomgebied van de Mtkvari, het vlakke terrein en de oude toegangswegen naar Tbilisi vanuit het zuiden, werd het gebied veel geteisterd door Perzische invallen en Georgische heroveringen, met name na het uiteenvallen van het Koninkrijk Georgië in de 15e eeuw. 
Het gebied behoorde toen tot het Koninkrijk Kartli, dat in 1762 overging in het Koninkrijk Kartli-Kachetië. In de tussentijd kwam het gebied met de Vrede van Amasya in 1555 onder Safavidisch Perzisch gezag te staan. In de 18e eeuw worstelde het Koninkrijk Kartli-Kachetië zich los van de Perzische overheersing.

### Russische Rijk

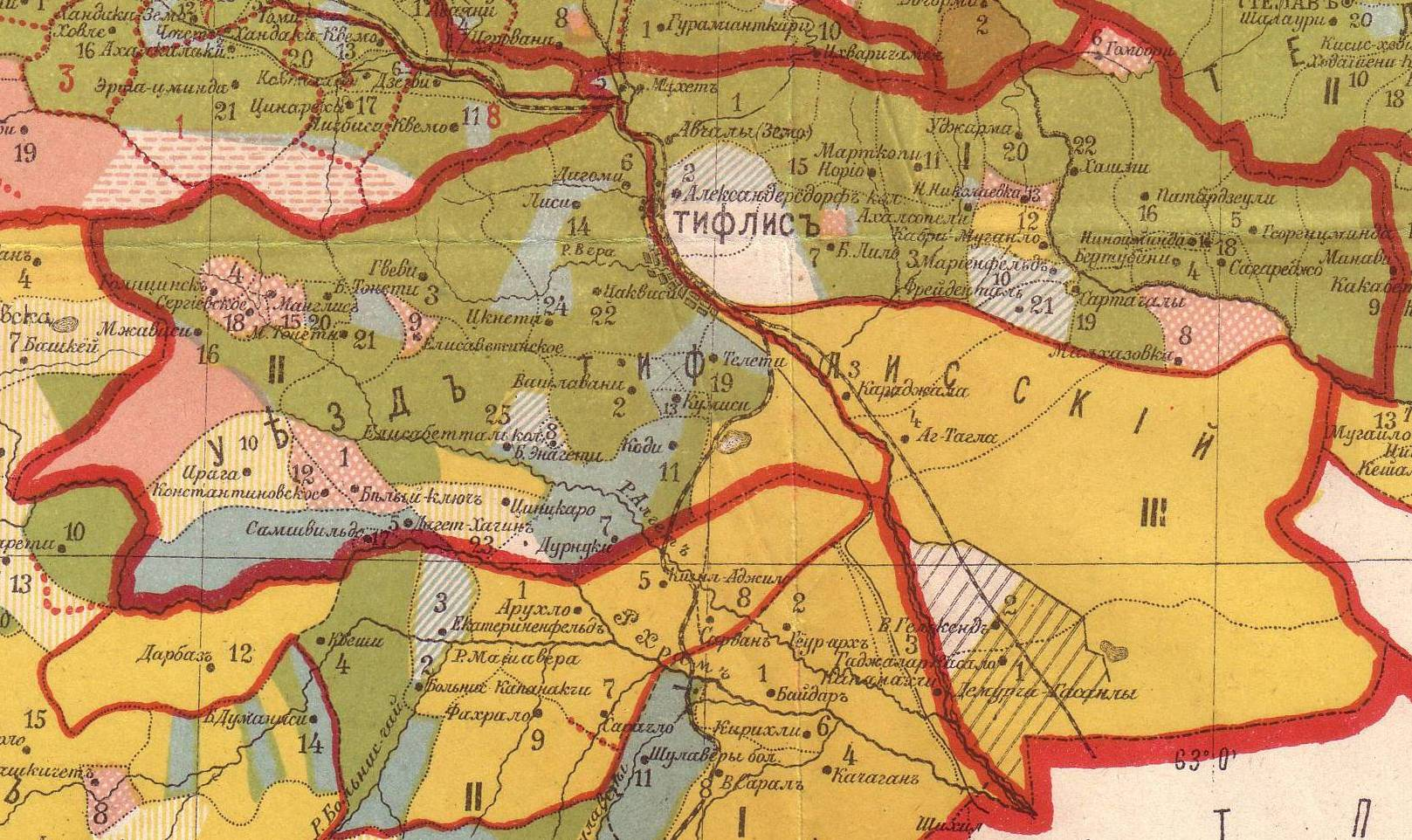
Oejezd Tiflis in 1902 met Sartatsjali (I) en Karajaz (III)

Door het in 1784 gesloten Verdrag van Georgiejevsk tussen Kartli-Kachetië en het Russische Rijk werd het koninkrijk vanaf 1801 door Rusland ingelijfd. Het gebied van Gardabani werd vervolgens administratief ingedeeld in het oejezd Tiflis, dat tussen 1840-1846 in het Gouvernement Georgië-Imeretië lag. Met de splitsing van dat gouvernement in 1846 werd oejezd Tiflis onderdeel van het Gouvernement Tiflis. Het hedendaagse Gardabani lag binnen dat oejezd in de westelijke helft van de bestuurlijke eenheden oetsjastok Karajaz (Караязский участок) en oetsjastok Sartatsjali (Сартачальский участок). Het zuidelijke deel (Karajaz) werd voornamelijk bewoond door Azerbeidzjanen, die destijds net als andere Turkssprekende etnische groepen als Tataren werden aangeduid. 

### Democratische Republiek Georgië
Bij verkiezingen in de Democratische Republiek Georgië in 1918 werd Peri-Chan Sofijeva uit het dorp Karajala (ook wel Karajalari) gekozen tot volksvertegenwoordiger voor het district Karajaz. Zij was daarmee volgens de geschiedschrijving de eerste moslima ter wereld die door democratische verkiezingen en met algemeen stemrecht werd gekozen.

### In de Sovjet-Unie
Karajaz lag tijdens de invasie van het Rode Leger van de Democratische Republiek Georgië in februari 1921 aan een van de belangrijke aanvalsroutes vanuit Azerbeidzjan, en er werd zwaar gevochten tussen beide partijen. De Sovjets trokken eind februari 1921 aan het langste eind en lijfden de jonge republiek in als Georgische SSR.
Met de bestuurlijke herindeling van de Georgische sovjetrepubliek rond 1930 bleef het gebied van Gardabani aanvankelijk in het okroeg Tiflis liggen, maar in 1938 werd het rajon Karajaz van het okroeg afgescheiden. Het dorp Karajaz(i) (Russisch: Караязы; ook wel Karatapa, Кара-тапа, ყარატაფა, Qaratəpə) werd het bestuurlijke centrum van het rajon. In het nieuwe rajon waren Azerbeidzjanen in de getalsmatige meerderheid (68%). In 1947 veranderde de naam van het rajon en de hoofdplaats naar Gardabani. In 1969 kreeg het districtscentrum Gardabani stadsrechten.

### Onafhankelijk Georgië
Na het uiteenvallen van de Sovjet-Unie en de onafhankelijkheid van Georgië daalden de economische omstandigheden in het land, maar de gemeente wist de grote emigratiegolf van de jaren 1990 te ontsnappen. In 1995 werd het rajon ingedeeld bij de nieuw gevormde regio (mchare) Kvemo Kartli, en is het in 2006 omgevormd naar gemeente.
In 2006 werden de grenzen van de stadsregio Tbilisi flink aangepast ten koste van de omliggende gemeenten. Gardabani verloor ongeveer 92 km² aan de hoofdstedelijke regio. Voor de gemeente Gardabani had dit voornamelijk betrekking op het gebied aan de noordoostkant van Tbilisi binnen de S9 Tbilisi Bypass, waardoor de gemeente diverse dorpen en veel inwoners verloor.
Op 8, 9 en 10 augustus 2008, tijdens de Russisch-Georgische Oorlog, bombardeerden Russische vliegtuigen de luchtmachtbasis Vaziani, 20 kilometer ten oosten van Tbilisi in de gemeente Gardabani. Hierbij werd alleen schade aan de basis toegebracht en vielen er geen slachtoffers.

## Geografie

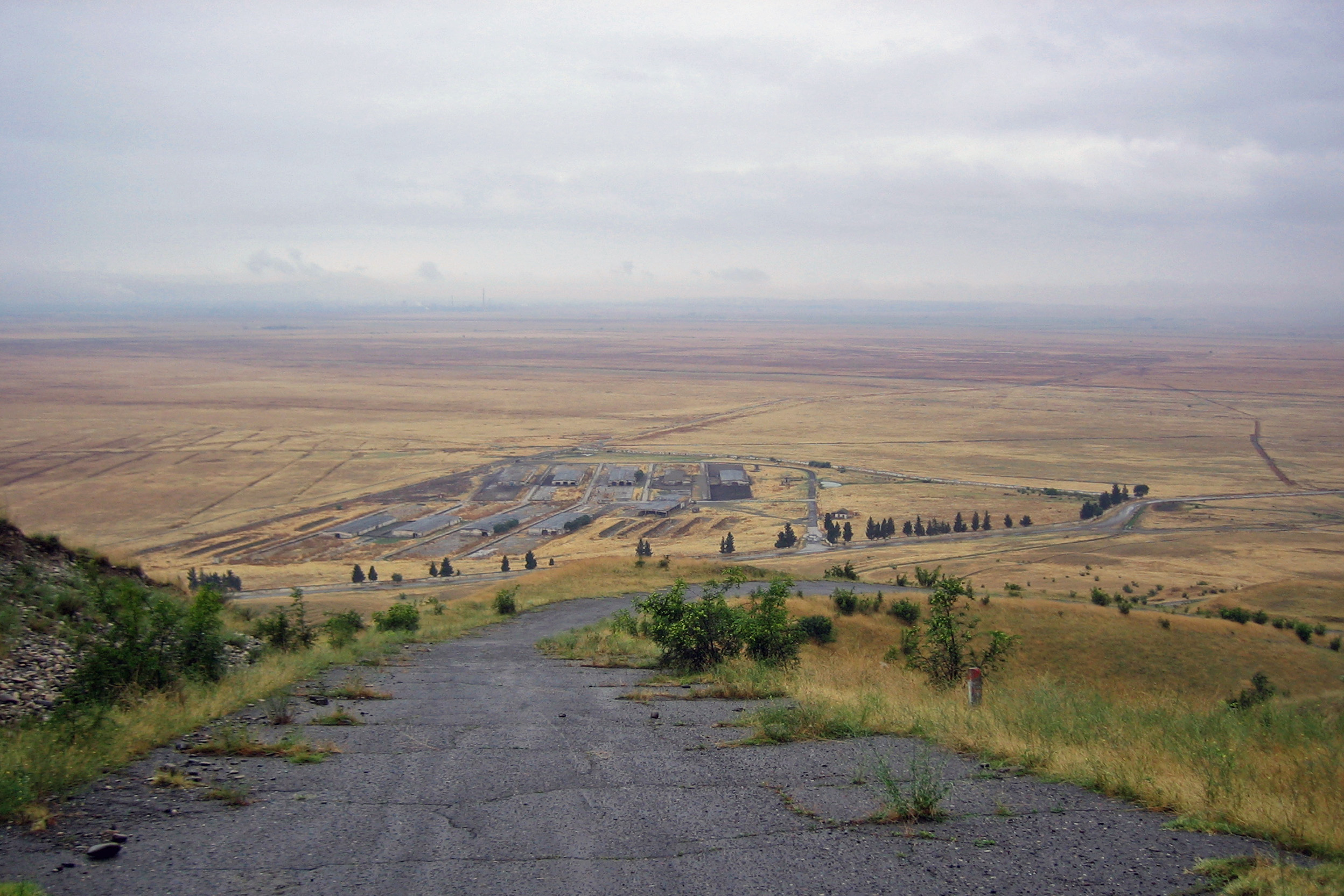
Kvemo Kartli-laagland

Gardabani grenst aan zes gemeenten, te weten in het westen Marneoeli en de regiohoofdstad Roestavi, in het noorden de hoofdstad Tbilisi half omheen ligt, in het noorden aan Mtscheta (regio Mtscheta-Mtianeti) en in het oosten aan Sagaredzjo (regio Kacheti). Ten slotte grenst de gemeente in het zuidoosten over een lengte van 26 kilometer aan Azerbeidzjan.

### Kvemo Kartli Laagland
Het zuidelijke deel van Gardabani ligt geografisch in het Kvemo Kartli Laagland waar de Mtkvari doorheen stroomt die een groot deel van de gemeentegrens met Marneoeli vormt. Het laagland ligt op ongeveer 300-400 meter boven zeeniveau, met het laagste punt van de gemeente bij de Azerbeidzjaanse grens, waar de Mtkvari het land uit stroomt. Hier lopen ook een belangrijke internationale autoweg en spoorlijn over de grens.

### Iori Hoogland

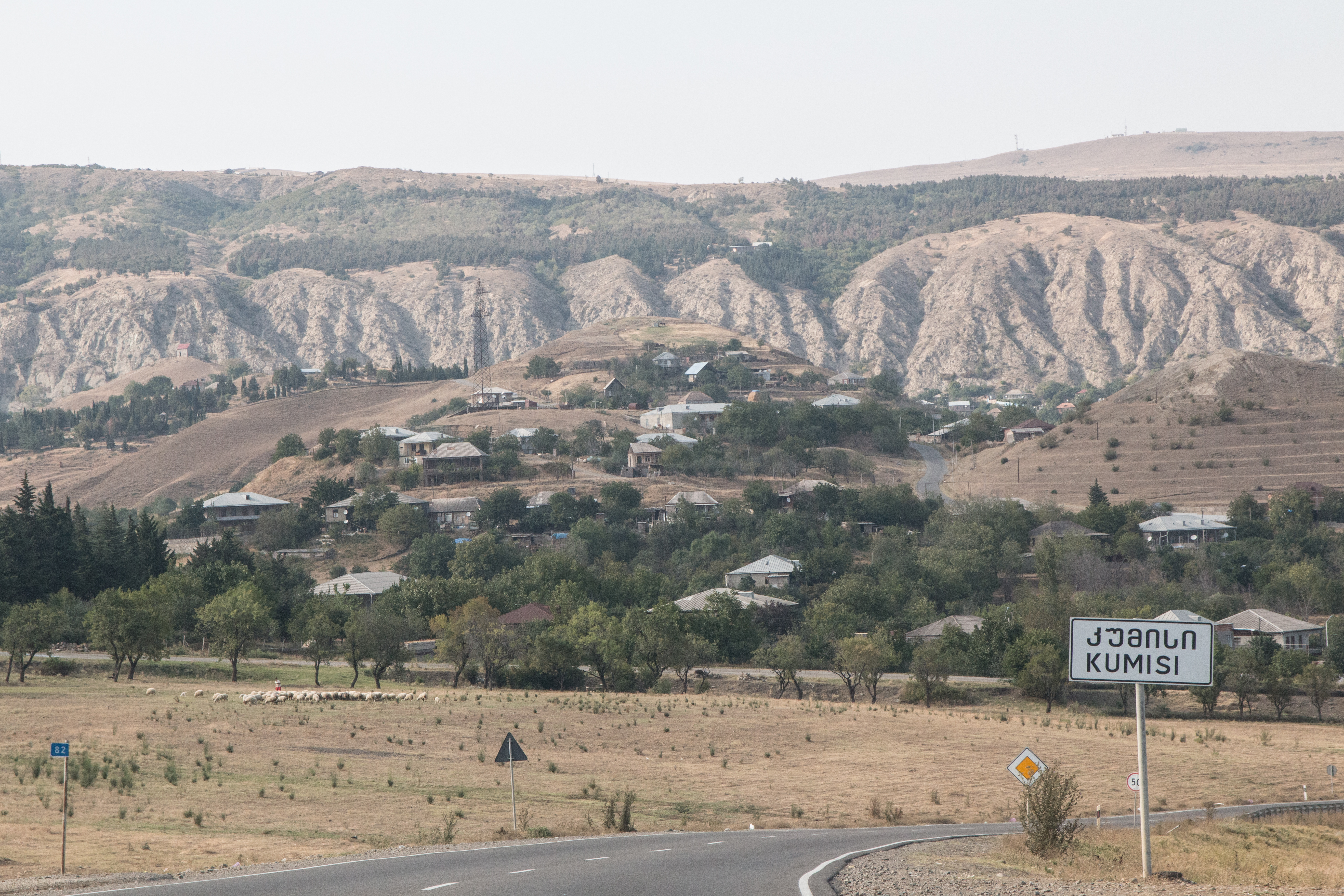
Koemisi met Sabadoeri-bergrug

Het noordelijke deel van Gardabani met het het oostelijke grensgebied met Sagaredzjo worden gevormd door het Iori Hoogland, een plateau in zuidoostelijk Georgië met een semi-aride klimaat. Gardabani ligt in het noorden om de oostkant van Tbilisi heen gedrapeerd tot aan de noordoostzijde van de stad. Aan de zuidkant van Tbilisi wordt de gemeentegrens met de hoofdstad gevormd door de Sabadoeri bergrug, de meest westelijke uitloper van het Trialetigebergte.
De noordgrens van de gemeente wordt geografisch bepaald door het Jalnogebergte dat de oostelijke verlenging is van het Sagoeramogebergte. De hoogste berg van de gemeente Gardabani en die van het Jalnogebergte is de Jalno van 1874 meter boven zeeniveau.

## Demografie
Begin 2024 telde de gemeente Gardabani 77.919 inwoners, een verlies van 3% ten opzichte van de volkstelling van 2014. Het aantal inwoners in hoofdplaats Gardabani steeg juist met 12% in diezelfde periode. 
| Gemeente Gardabani                                                      | - | -   | 17.770 | 72.493 | 117.552 | 100.439 | 115.140 | 114.348 | 81.876 | 80.368 | 77.919 |  |  |  |
|                                                                         |   |     |        |        |         |         |         |         |        |        |        |  |  |  |
| Gardabani                                                               | - | 904 | 1.846  | -      | 9.131   | 13.661  | 17.176  | 11.858  | 10.753 | 11.427 | 12.061 |  |  |  |
| Verantwoording data: Bevolkingsstatistiek Georgië 1897 tot heden. Noot: |   |     |        |        |         |         |         |         |        |        |        |  |  |  |

### Etniciteit en religie
De bevolking van de gemeente bestaat in meerderheid uit Georgiërs (54,2%), gevolgd door Azerbeidzjanen (43,5%). Kleine minderheidsgroepen zijn Armeniërs (0,7%), Russen (0,5%), Assyriërs (0,3%), bijna 100 Osseten, Bosja, en enkele tientallen Grieken, Oekraïners en Jezidi's. De geloofsovertuiging in de gemeente volgt de etnische samenstelling, waarbij de meerderheid Georgisch-Orthodox is (55,0%), gevolgd door de islam (42,9%). Andere geloofsovertuigingen zijn sterk in de minderheid. Er zijn minder dan 200 volgers van de Armeens-Apostolische Kerk (0,2%), ruim 100 katholieken, jehova's en enkele tientallen protestanten en Jezidi's.

## Administratieve onderverdeling

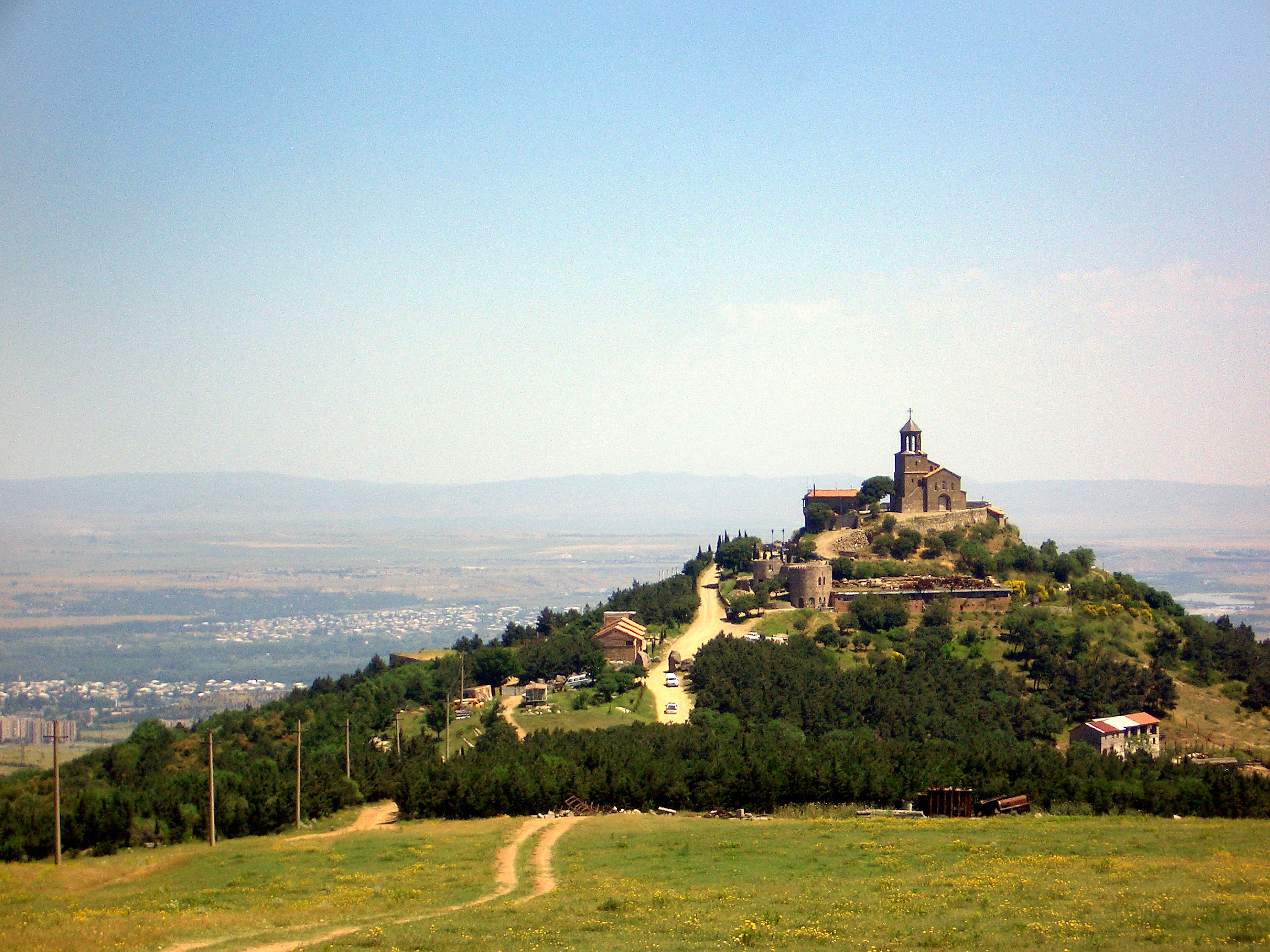
Sjavnadabaklooster met uitzicht over gemeente

De gemeente Gardabani is administratief onderverdeeld in 18 gemeenschappen (თემი, temi) met in totaal 40 dorpen (სოფელი, sopeli). Er is één stad (ქალაქი, kalaki).
- stad: Gardabani;
- daba: geen;[26]
- dorpen: in totaal 40, waaronder Martkopi, Nazarlo en Sartitsjala.

## Bestuur
De gemeenteraad van Gardabani (Georgisch: საკრებულო, sakreboelo) wordt elke vier jaar gekozen in een gemengd kiesstelsel. Een deel wordt via enkelvoudige kiesdistricten gekozen en een deel via evenredige vertegenwoordiging van gesloten partijlijsten, waarvoor een kiesdrempel geldt van drie procent. Oud-voetballer Gotsja Dzjamaraoeli was in de periode 2016-2017 het gekozen hoofd van de gemeente, een gambregeli, vergelijkbaar met burgemeester.
| Partij | Partij                             | 2014 | 2017 | 2021 |
| ------ | ---------------------------------- | ---- | ---- | ---- |
|        | Georgische Droom (GD)              | 24   | 32   | 26   |
|        | Verenigde Nationale Beweging (UNM) | 4    | 2    | 10   |
|        | Overige partijen                   | 6    | 4    |      |
| Totaal | Totaal                             | 34   | 36   | 36   |

## Bezienswaardigheden

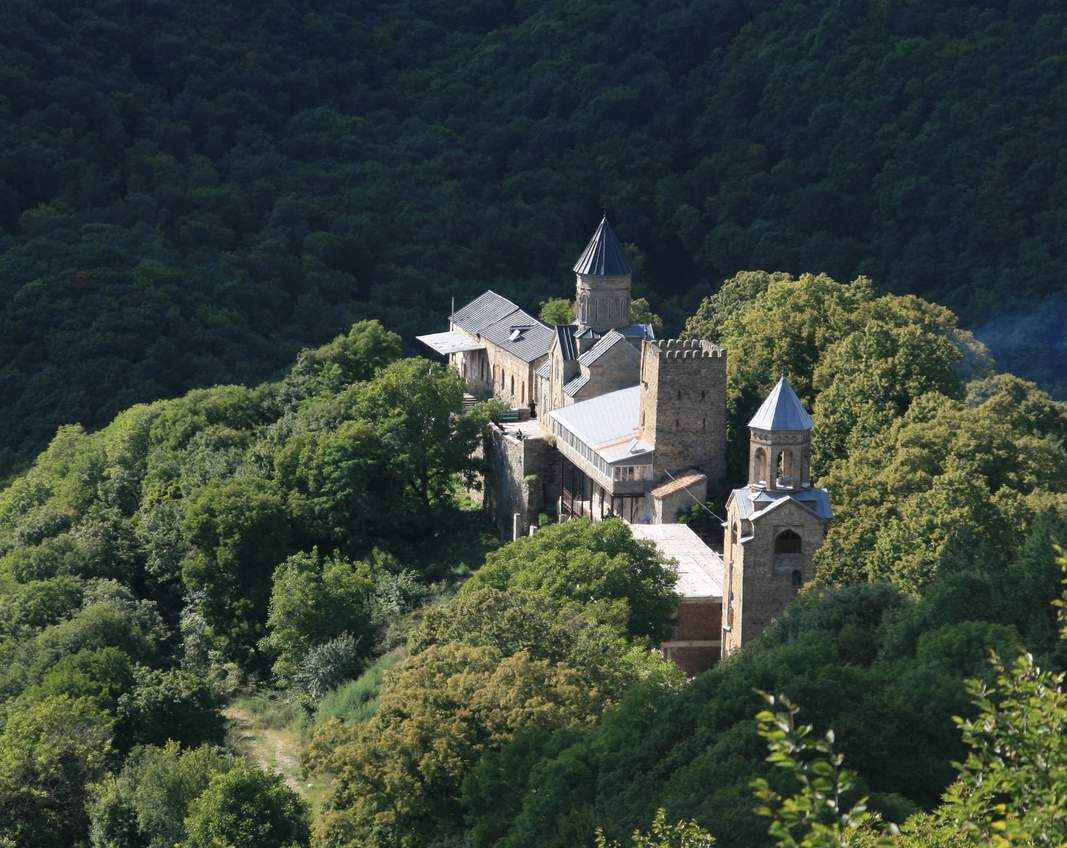
Martkopiklooster

Er zijn in de gemeente diverse historische monumenten. Enkele bezienswaardigheden zijn: 
- Martkopiklooster. Een historisch klooster ten noordoosten van Tbilisi, net buiten de ringweg S9.[34] Het oorspronkelijke klooster op deze plek stamde uit de 6e eeuw.
- Sjavnabadaklooster. Klooster op de top van een uitgestorven vulkaan, ten zuiden van Tbilisi, een kilometer van de S6 bij het dorpje Teleti.
- Gardabani natuurreservaat. Tussen de stad Gardabani en de Mtkvari rivier ligt dit riviervlakte reservaat waar veel vogels verblijven.

## Energie

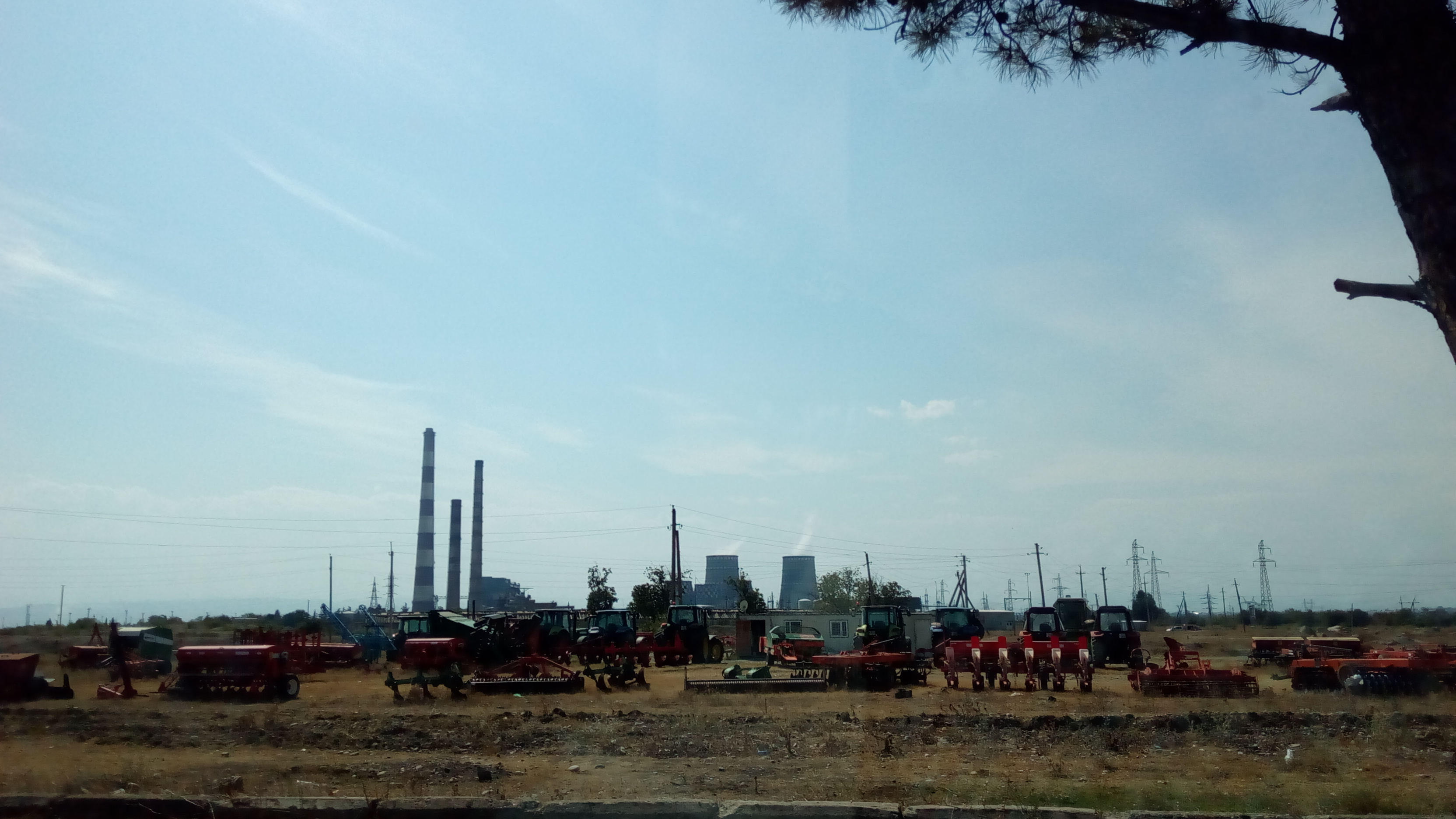
Gardabani energiecentrales

Gardabani is het centrum van de thermische elektriciteitsproductie in Georgië. Drie kilometer ten westen van de stad Gardabani staat een complex met meerdere gas- en kolengestookte centrales dat verantwoordelijk is voor vrijwel alle thermische elektriciteitsproductie in het land. Na de Rozenrevolutie van 2003 werd er ingezet op uitbreiding van de elektriciteitsproductie voor meer energieonafhankelijkheid, maar ook om de energiecrisis die het land jarenlang plaagde het hoofd te bieden. In 2006 werd in Gardabani een gasgestookte centrale geopend met een capaciteit van 110 MW, de eerste nieuwe centrale sinds de onafhankelijkheid van het land.
Vanaf 2012 werd een verdere stapsgewijze investering in de energieonafhankelijkheid van het land gelanceerd met de bouw van nieuwe gecombineerde stoom- en gascentrales in Gardabani. Waterkrachtcentrales produceren 75-80% van de elektriciteit in het bergrijke land, waarvan een deel seizoensgebonden, maar er was naast thermische elektriciteitsproductie nog steeds aanvullende import nodig. Daarnaast stijgt het energieverbruik in het land en zijn verouderde (waterkracht)centrales niet efficiënt genoeg. 
In 2015 opende de eerste gecombineerde stoom- en gascentrale van Georgië, de 230 MW sterke Gardabani-1. Begin 2020 volgde Gardabani-2 van 230 MW. In september 2020 werd de bouw van de 272 MW sterke Gardabani-3 centrale aangekondigd, en een jaar later de 250 MW sterke Gardabani-4.
In 2005 opende in de gemeente tussen Gardabani en de Azerbeidzjaanse grens een pompstation voor de Bakoe-Tbilisi-Ceyhan-pijpleiding, waarmee de Georgische sector werd gecompleteerd. Bij de inauguratie waren de presidenten Micheil Saakasjvili (Georgië), Ilham Alijev (Azerbeidzjan) en Ahmet Sezer (Turkije) aanwezig.

## Vervoer

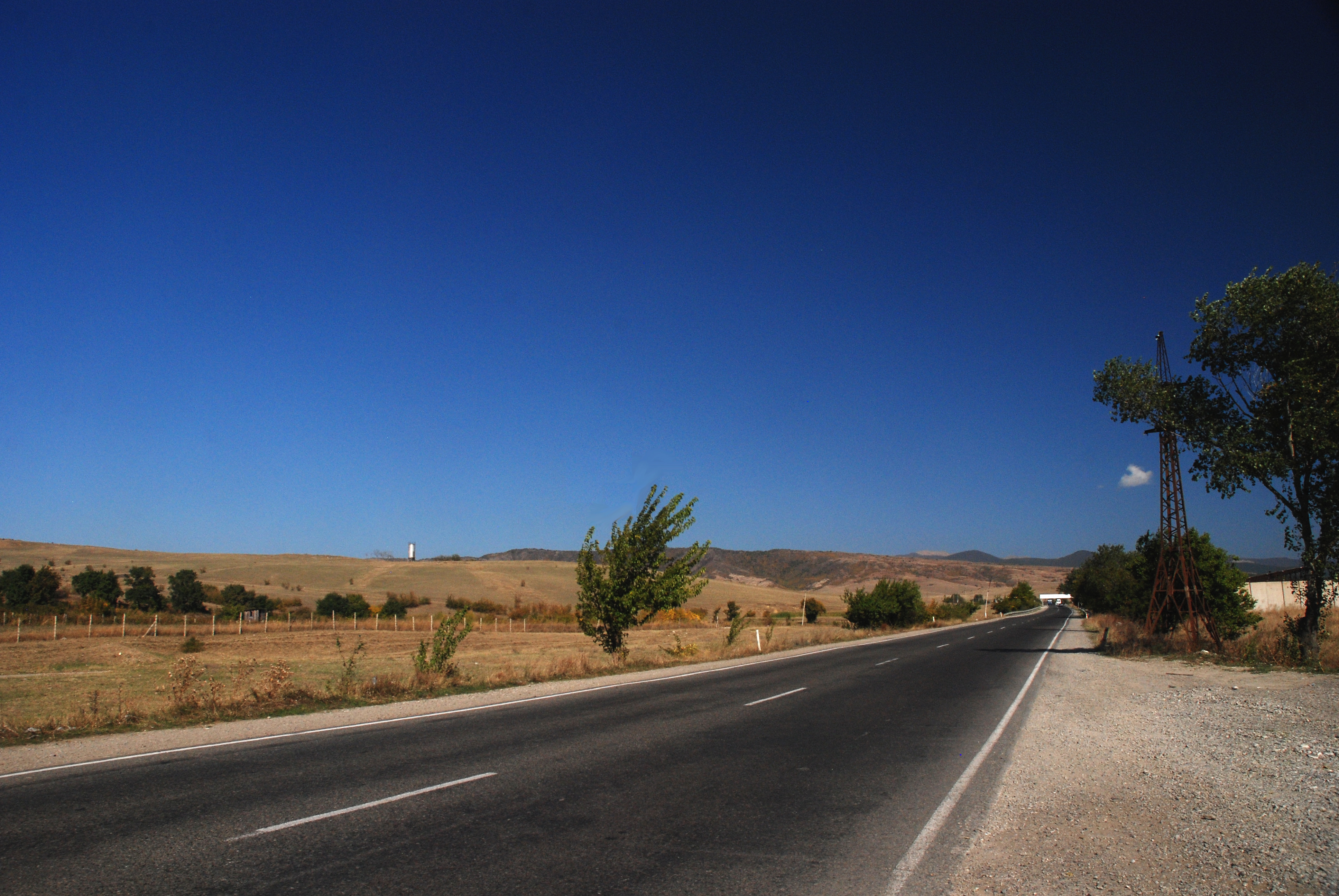
De Kacheti Highway door de gemeente bij Vaziani.

De weg van internationaal belang, de S4 (E60), passeert door de gemeente tussen Tbilisi en Roestavi, waar de S4 uitgevoerd is als autosnelweg. De S4 eindigt bij de Georgisch-Azerbeidzjaanse grensovergang Tsiteli Chidi (Rode Brug) in de gemeente Marneoeli. Dit is de belangrijkste grensovergang tussen de twee landen met bijna 150.000 buitenlandse reizigers die Georgië binnenkwamen. Azerbeidzjan hield ook na de coronapandemie de landsgrenzen lange tijd dicht, met uitzondering van economisch vervoer. In 2019 waren er nog 1,2 miljoen passages via de grensovergang Rode Brug.
De weg van internationaal belang S5, de Kacheti Highway passeert in oost-west richting de gemeente. Dit is de verbinding vanuit Tbilisi naar de oostelijke regio Kacheti. De S6 (E117) takt af van de S4 in Tbilisi, en passeert circa 12 kilometer door Gardabani aan de zuidkant van Tbilisi, langs een reeks dorpen aan de voet van de Sabadoeri-bergrug, de meest westelijke uitloper van het Trialetigebergte. De S6 gaat via Marneoeli naar Armenië. De S9 Tbilisi Bypass, de oostelijke ringweg rond Tbilisi, ligt voor het grootste deel in de gemeente Gardabani en verbindt de S1 bij Mtscheta met de S5 en de S4 bij Roestavi.
Er liggen verschillende regionale wegen door de gemeente. De belangrijkste zijn de nationale route Sh38 naar het bestuurlijk centrum van Kacheti, Telavi, via de Gomboripas. In het zuiden van de gemeente is de Sh66 een verbinding vanuit Roestavi via Gardabani naar de grensovergang Vachtangisi met Azerbeidzjan.
Ten slotte zijn de Sh157 en Sh158 een toegangsroute naar het David Garedzja-klooster, een bekende toeristische trekpleister aan de Azerbeidzjaanse grens in de gemeente Sagaredzjo.
De internationale spoorlijn Tbilisi - Bakoe loopt door de gemeente en heeft het grensstation bij de stad Gardabani.